# Горњолужичкосрпски језик
Горњолужичкосрпски језик (hornjoserbska rěč) један је од два књижевна језика Лужичких Срба. Говори се у историјској покрајини Горња Лужица у покрајини Саксонија, на истоку Њемачке. Припада лужичкосрпској групи западнословенских језика. Горњолужичкосрпски језик према подацима из 2007. године говори око 13.490 људи.